# 格里姆塞岛
格里姆塞岛位于冰岛北部，格陵兰海中，距冰岛主岛40公里，面积5.3平方公里，2018年1月拥有居民61人。格里姆塞岛是冰岛最北的居民点。北极圈横穿岛北，是冰岛唯一位于北极圈内的领土。

## 旅遊
島上最熱門的景點是位於島嶼北端的北极圈标志。也有很多遊客來此欣賞鳥類。島上原本有一座教堂，始建於1867年，翻修於1956年，卻不幸於2021年9月22日傍晚被大火燒毀。